# Chiffa
Chiffa (în arabă الشفة) este o comună din provincia Blida, Algeria.
Populația comunei este de 34.268 de locuitori (2008).